# الیستون (ویرجینیا)
الیستون (به انگلیسی: Elliston) یک منطقهٔ مسکونی در ایالات متحده آمریکا است که در شهرستان مونتگومری، ویرجینیا واقع شده‌است. الیستون ۹۰۲ نفر جمعیت دارد و ۳۸۵ متر بالاتر از سطح دریا واقع شده‌است.